# 鮮于樞

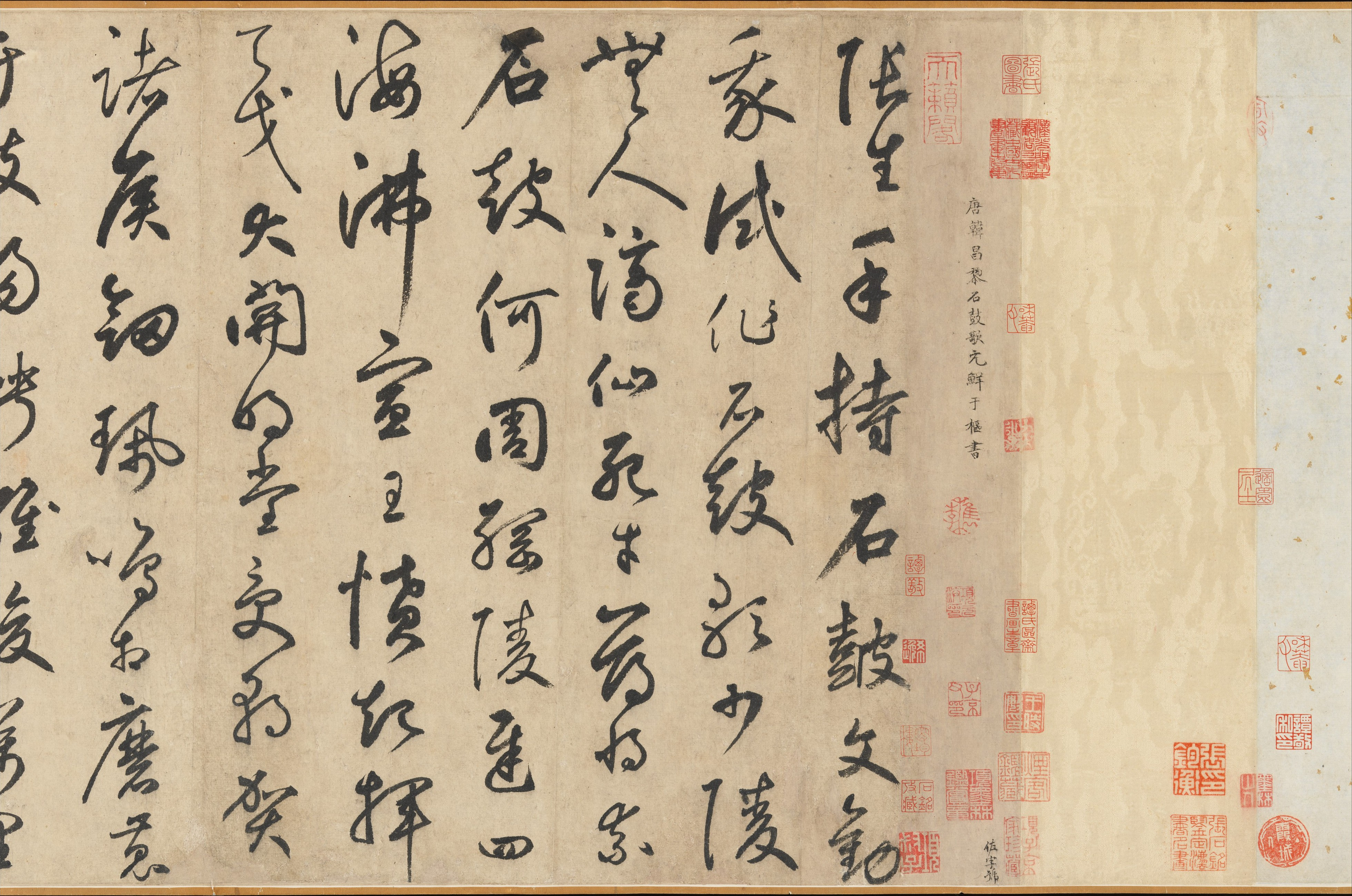
鲜于枢书《石鼓歌》局部（美国大都会艺术博物馆藏）

鮮于樞（1246年—1302年），字伯機，号困学山民、直寄老人，薊州（今天津薊縣）人。元朝政治人物，書法家。

## 生平
祖籍金代德兴府（今张家口涿鹿县），其父與禪師溫日觀友好，父子喜沐浴。元世祖至元年間選為浙東宣慰司經歷，至元十四年（1277年），改扬州江南行御史台，為人豪放耿直。大德六年（1302年）任太常典簿，人称鲜于太常，營室名“困學之齋”，自號困學山民，又號直寄老人。晚年隱居西湖，不问俗事。
鮮于樞曾向張天錫學書法，草书狂放奔逸，與趙孟頫並稱“二妙”，趙孟頫說：「余與伯機同學草書，伯機過余遠甚，極力追之而不能及，伯機已矣，世乃稱僕能書，所謂無佛处稱尊爾。」张大千亦言：“伯机传世大字，仅有此卷，仍当以天球河图视之也。”大德五年作行書《石鼓歌》，今存於美國大都會博物館，卒於元成宗大德六年（1302年）。有子鮮必仁。枢女嫁高昌王雪雪的斤江浙行省丞相、荆南王朵尔的斤为妻。

## 延伸阅读
[在维基数据编辑]
 在维基文库阅读此作者作品（ 在维基共享资源阅览影像）
 《新元史/卷237》，出自柯劭忞《新元史》